# Simon Rosenberger
Simon Rosenberger (* 2. Februar 1885 in München; † 7. September 1931 in Köln) war ein deutscher Fußball-Schiedsrichter, -Funktionär und Sportjournalist.

## Leben
Rosenbergers Vater Max war Kaufmann. Simon Rosenberger stammte aus einer jüdischen Familie, praktizierte die jüdische Religion jedoch nicht. Mit zehn Jahren wurde er Mitglied im MTV München von 1879 und war als Eisläufer, Schwimmer, Ruderer, Segler, Skiläufer und Fußballer aktiv. Nach seiner aktiven Zeit als Sportler war Rosenberger einer der führenden deutschen Fußball-Schiedsrichter.
1912 gründete er die Münchener Schiedsrichter-Vereinigung und wurde dessen Vize-Gau-Vorsitzender. 1913 zog Rosenberger nach Würzburg, wo er eine Ausbildung zum Buchhalter absolvierte. Nach der Ausbildung kehrte er nach München zurück, wo er Charlotte Margarete, genannt „Gretel“, Lorenz (1884–1973) kennenlernte, die er 1918 heiratete. Schon 1915 war die erste – uneheliche – Tochter geboren worden, die zunächst bei einer Pflegefamilie lebte.
Rosenberger schrieb als freier Mitarbeiter für die Fußballzeitschriften „Der Fußball“ und „Kicker“, bevor er 1921 Geschäftsführer und Redakteur für Süddeutschland beim „Kicker“ wurde.
1923 zog Rosenberger mit der Familie nach Stuttgart, wo die Redaktion des „Kicker“ ansässig war. Rosenbergers Frau war ebenfalls beim „Kicker“ angestellt und für die Buchhaltung zuständig.
Im selben Jahr erschien Rosenbergers Buch „Der Schiedsrichter“, das er zusammen mit Alwin Hofschneider, dem Chefredakteur der „Deutschen Schiedsrichter-Zeitung“ verfasst hatte. Das Buch avancierte zum Standardwerk, erlebte zahlreiche Auflagen und machte Rosenberger überregional bekannt.
Im November 1924 war Rosenberger maßgeblich an der Gründung des Bundesschiedsrichter-Ausschusses beteiligt, im März 1925 wurde er Chefredakteur der Zeitschrift „Westdeutscher Sport“ und zog mit der Familie nach Köln. Ein Jahr später ging die Zeitschrift jedoch in den Konkurs. Im selben Jahr 1926 gründete Rosenberger die „DFB-Schiedsrichter-Zeitung“, die er selbst herausgab. Die Zeitschrift war sehr anerkannt, warf jedoch kaum Gewinn ab. Ende Juli 1931 gab Simon Rosenberger die Schriftleitung ab.
Simon Rosenberger war sehr um die Ausbildung der Schiedsrichter bemüht und engagierte sich aktiv in Regelwerksfragen. Er hielt zahlreiche Vorträge und bot Kurse für Schiedsrichter an, außerdem arbeitete er federführend an einer genauen Übersetzung der internationalen Fußball-Regeln ins Deutsche, die die Angleichung und Vereinheitlichung des Fußball-Regelwerks in Deutschland erst möglich machte.
Simon Rosenberger litt an einer chronischen Krankheit, wobei heute nicht mehr bekannt ist, an welcher. Am 7. September 1931 starb er an einem Herzinfarkt.
Eine Woche nach Rosenbergers Tod wurde die „DFB-Schiedsrichter-Zeitung“ mit der von Carl Koppehel geleiteten „Deutschen Schiedsrichter-Zeitung“ vereinigt. Rosenbergers Name wurde nun nicht mehr genannt. Rosenbergers Buch „Der Schiedsrichter“ erschien zwar 1935 noch unter den Namen der Original-Autoren, ab 1937 wurden als Autoren dann jedoch Alwin Hofschneider und Carl Koppehel genannt.
In einem Zeitungsartikel vom 31. Dezember 1931 wurde Rosenberger als „einer der bekanntesten Leute in der Fußballwelt“ bezeichnet und als „einer von denen, die vor 20 Jahren, wie man zu sagen pflegt, ‚die Torstangen auf den Schultern getragen haben‘, das heißt also, einer von denen, die den deutschen Fußballsport aufbauen halfen“.

## Schriften
- mit Alwin Hofschneider: Der Schiedsrichter: eine Erläuterung der Fussball-Spielregeln für Schiedsrichter, Fussballspieler und Zuschauer. Dieck, Stuttgart 1923.